# Oenothera xylocarpa
Oenothera xylocarpa es una planta con flores perteneciente a la familia de las onagráceas, conocida comúnmente como onagra de frutos leñosos. Esta especie es nativa de la Sierra Nevada de California y su distribución se extiende hasta el oeste de Nevada. Se desarrolla en hábitats de praderas y bosques de coníferas, generalmente en suelos ricos en pumita y otras gravas.
Se trata de una planta perenne que crece a partir de una raíz primaria gruesa y forma una roseta plana y densa de hojas peludas de color verde grisáceo, sin tallo visible. Sus flores vistosas surgen entre las hojas, cada una con cuatro pétalos de hasta casi 4 centímetros de longitud, de color amarillo brillante que se torna de rosa a rojo con el tiempo. El fruto es una cápsula recta, curvada o retorcida que puede alcanzar los 9 centímetros de longitud.